# Едуардо Голігорський
Едуардо Голігорський (ісп. Eduardo Goligorsky; 30 березня 1931, Буенос-Айрес, Аргентина — 10 лютого 2022, Барселона, Іспанія) — письменник, який народився в Аргентині та використовував іспанську мову. Він розпочав свою кар'єру на батьківщині як перекладач, публікуючи романи та есе, а також писав рецензії на книги для газет. У 1976 році він покинув Аргентину, щоб оселитися в Барселоні, де продовжив свою професію, ставши відомим захисником іспанського націоналізму або, за його словами, «цінностей Просвітництва», які включали виправдання вбивчої діяльності GAL — проти всіх форм каталонського націоналізму.

## Біографія
Голігорський народився 30 березня 1931 року в Буенос-Айресі, Аргентина. Дід і бабуся емігрували до Аргентини з Російської імперії. Він прибув до Іспанії у вересні 1976 року, залишивши свою країну під час військової диктатури. Він став громадянином Іспанії 28 березня 1980 року. Свою професійну діяльність як перекладач з англійської на іспанську здійснював спочатку в Аргентині, у видавництвах Poseidón, Jacobo Muchnik Editor, Compañía General Fabril Editora, Sudamericana, Paidos, Sur, Granica Editor та інших видавництвах, а пізніше в Іспанії, у Pomaire, Muchnik Editor, Plaza Janés, Seix Barral, Versal, Martínez Roca та інші. В Аргентині він керував колекцією Libertad y Cambio у Granica Editor, а в Іспанії він був літературним радником у видавництві Мартінеса Рока до свого виходу на пенсію в 2000 році. У 1984 році він отримав нагороду Konex — Диплом за заслуги, наданий Аргентинським фондом Konex.
У своїй журналістській діяльності він був книжковим критиком газети Кларін (Буенос-Айрес, 1970—1976), співпрацював з газетами Буенос-Айреса Ла Насьйон і Перфіл, а також постійним автором відділу думок La Vanguardia в Барселоні з травня 1982 року. до грудня 2000 року. З листопада 2010 року співпрацює в інтернет-газеті Libertad Digital. Ідеологічно він пов'язаний з правими лібералами.
Помер за власним бажанням 10 лютого 2022 року.

## П'єси
Книги, видані в Аргентині
- Спогади про майбутнє (1966) і До побачення до завтра (1967), обидві науково-фантастичні історії, у співпраці з Альберто Ванаско (редакція Мінотауро);
- Наукова фантастика, реальність і психоаналіз (есе у співпраці з Dr. Марі Лангер, Paidos, 1969);
- Проти течії (редактор Granica, 1972, Почесний пояс Аргентинського товариства письменників у жанрі есе);
- Відкритий лист емігранта до співвітчизників (есе, Sudamericana, 1983).

Він також опублікував понад двадцять детективних романів під такими псевдонімами, як Джеймс Алістер, Дейв Таргет, Марк Прітчард, Ральф Флетчер та інші, і був одним із п'яти переможців конкурсу детективних історій, організованого Air France та журналом Seven Days (1975) з журі, до складу якого входили Хорхе Луїс Борхес, Аугусто Роа Бастос і Марко Деневі.
Книги, видані в Іспанії
- У тіні варварів (фантастичні оповідання, Ачерво, 1977);
- Кошмари (оповідання жахів, Бругера, 1978);
- З любові до Каталонії. З націоналізмом на стовпі (есе, Flor del Viento Editions, 2002).